# Mark Geiger
Mark Geiger (25 de agosto de 1974) é um árbitro de futebol dos Estados Unidos. Integra o quadro da FIFA desde 2008. 
Além de árbitro, Geiger é professor de matemática. Em 2011 foi escolhido o melhor árbitro da Major League Soccer. Atuou em duas partidas nos Jogos Olímpicos de Londres 2012.
Selecionado para atuar na Copa do Mundo FIFA de 2014, mediou as partidas Espanha 0-2 Chile pelo Grupo B, Colômbia 3-0 Grécia pelo Grupo C e ainda foi o quarto árbitro da semifinal entre Brasil 1–7 Alemanha (2014)